# Arthrostylis aphylla
Arthrostylis es un género monotípico de plantas herbáceas con seis especies descritas y solo una aceptada, perteneciente a la familia de las ciperáceas. Su única especie, Arthrostylis aphylla,  es originaria de Australia. 

## Taxonomía
Arthrostylis aphylla fue descrita por Robert Brown y publicado en Prodromus Florae Novae Hollandiae 229. 1810.
Sinonimia
- Fimbristylis aphylla (R.Br.) F.Muell.
- Fimbristylis planiculmis Boeckeler